# 人民戦線ネパール
人民戦線ネパール（じんみんせんせんネパール　ネパール語: जनमोर्चा नेपाल Janamorcha Nepal）はネパールにかつてあった政党。2002年、地下政党・ネパール共産党統一センター・マサル派の大衆組織、選挙用の公然組織として結成。ネパール共産党統一センター派とネパール共産党マサル派の合同により、それぞれの公然組織が合併して成立した。
2006年の民主化運動（ロクタントラ・アンドラン）の間、7党連合に参加。ギャネンドラ国王の独裁体制を打倒した後、人民戦線ネパールは分裂した。2006年12月現在で、「人民戦線ネパール」を名乗る組織が3つあり、それぞれに国会議員がいた。アミック・セルチャンが率いるグループは、8党連合に加盟し続け、暫定政府ができると2人の閣僚を出した。アミック･セルチャン派は選挙管理委員会に「人民戦線ネパール」の届出をすることができた。他の2派は名称を変えた。2008年、大統領選挙でラーム・バラン・ヤーダブを性急に支持し、セルチャンは退陣させられた。リラ・マニ・ポクレルが中央委員会から議長代行に指名された。
2009年1月12日、ネパール共産党毛沢東主義派と合同し、ネパール共産党統一毛沢東主義派となる。